# علم الأحياء الدقيقة الغذائي
علم الأحياء الدقيقة الغذائي (أو ميكروبيولوجيا الغذاء) هو دراسة الأحياء الدقيقة التي تسكن وتصنع أو تلّوث الغذاء. من الأهمية بمكان دراسة الكائنات المجهرية التي تتسبب في تلف المواد الغذائية؛ ومع ذلك فإن أهمية البكتيريا «النافعة» مثل البروبايوتكس (بالإنجليزية: probiotics) تتزايد في علم الغذاء. إضافة إلى ذلك، فهذه الكائنات المجهرية ضرورية لإنتاج الغذاء مثل الجبن واللبن الرائب وأنواع الغذاء المتخمّر الأخرى والخبز والبيرة والنبيذ.

## سلامة الغذاء

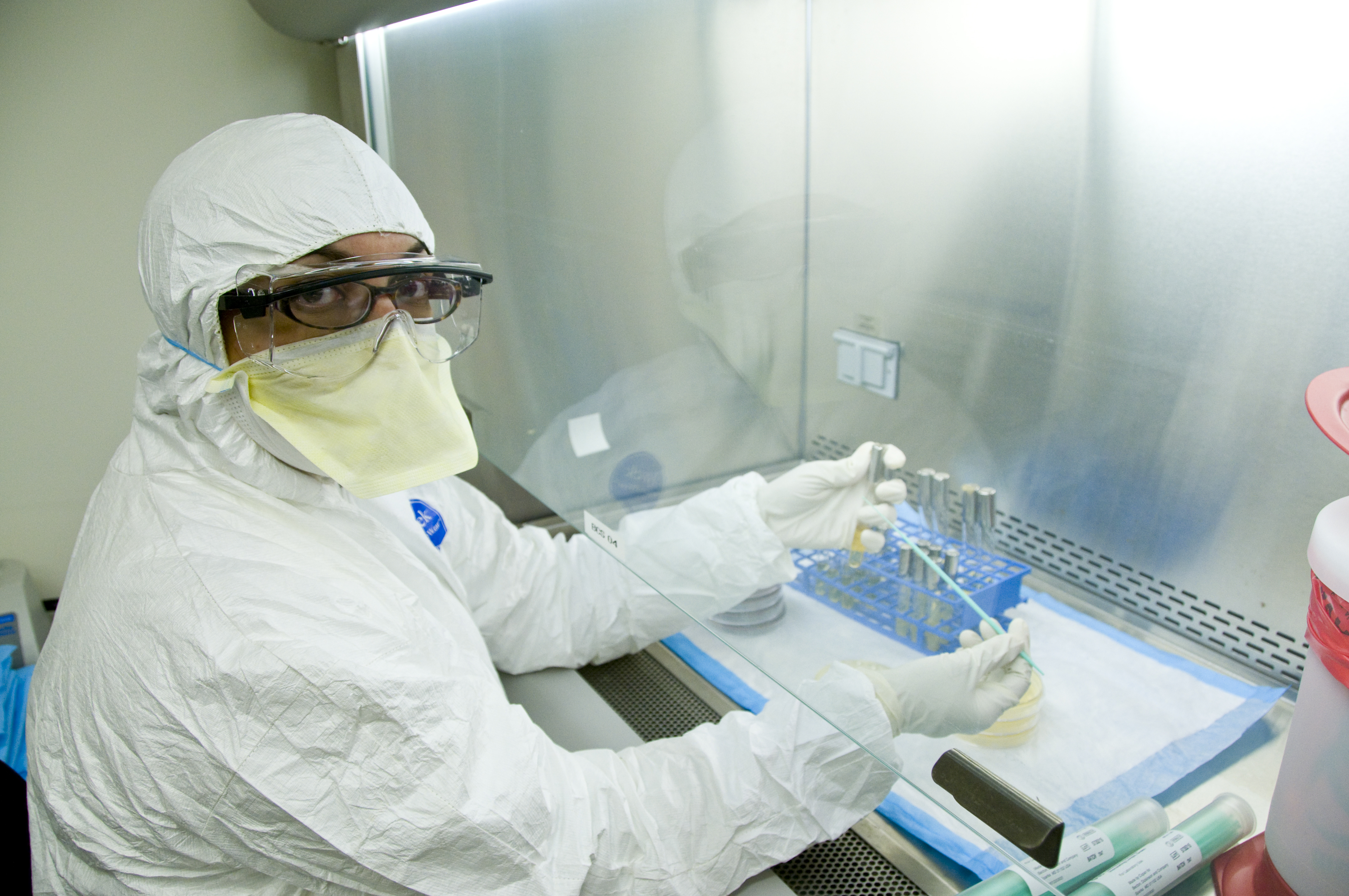
عالم ميكروبيولوجي تابع لإدارة الغذاء والدواء الأمريكية يعمل في الاختبارات المعملية للسلامة الحيوية لمسببات الأمراض عالية الخطورة في الطعام في 2009م.

سلامة الغذاء هي محل تركيز أساسي في علم أحياء الغذاء؛ فالبكتيريا والفيروسات والسموم المسببة للمرض والتي تنتجها الأحياء الدقيقة هي كلها ملّوثات محتملة للغذاء. غير أنه من الممكن استغلال الأحياء الدقيقة ومنتجاتها أيضا لمحاربة هذه الميكروبات المسببة للأمراض. يمكن لبكتيريا البروبايوتكس وتشمل تلك التي تنتج البكتريوسينات (بالإنجليزية: Bacteriocins) أن تمنع المُمْرِضات وتقضي عليها. بدلا عن ذلك، فمن الممكن إضافة البكتريوسينات المُنقَّية (أو المكرّرة) مثل الـنيسين (بالإنجليزية: nisin) مباشرة إلى منتجات الغذاء. وأخيرا فإن فيروسات عاثية الجراثيم (بالإنجليزية: bacteriophage) التي تصيب البكتيريا فقط يمكن أن تستخدم للتخلص من مسببات الأمراض البكتيرية. يحد التحضير الكامل للغذاء والذي يشمل الطهي الصحيح من معظم البكتيريا والفيروسات؛ بينما قد لا تكون السموم التي تنتجها الملوثات قابلة للتغيير بالحرارة (heat-labile) وبعضها قد لا يمكن الحد منه بواسطة الطهي.

## التخمير
التخمير هي إحدى الطرق التي يمكن للأحياء الدقيقة تغيير خصائص الغذاء بواسطتها. تستخدم الخميرة وخصوصا خميرة الخباز (بالإنجليزية: S. cerevisiae) في تخمير الخمر والخبز والجبن والبيرة وصناعة النبيذ. تستخدم بكتيريا معينة - تشمل البكتيريا الحامضية اللبنية – لصنع اللبن الرائب والجبن والصلصة الحارة والمخللات وأطباق مثل الكيمتشي (بالإنجليزية: kimchi). تأثير شائع لعمليات التخمير هذه هو أن منتجات الغذاء أقل استضافة (less hospitable) للأحياء الدقيقة الأخرى مثل المُمْرِضات والأحياء الدقيقة المسببة لـلتلف مما يطيل عمر الغذاء على الرف (بالإنجليزية: shelf life) أو ما يعرف بفترة الحفظ قبل البيع.
إن تخمير الغذاء هو إحدى التقنيات القديمة التي تسخّر الأحياء الدقيقة وإنزيماتها لتحسين الغذاء الإنساني؛ فالأطعمة المختمرة تبقى محفوظة بشكل أفضل، وذات نكهات وقوام وروائح محسّنة وقد تمتلك منافع صحية محددة تشمل قابلية الهضم المتفوقة (بالإنجليزية: superior digestibility)؛ كما وتَحِلُّ الأطعمة المختمرة محل اللحم الغني بالبروتين بالنسبة للنباتيين.
صناعة بعض أصناف الأجبان تستلزم أيضا أحياء دقيقة عفنيّة لإنضاج وتحسين النكهات المميزة لها. تعتمد المطابخ الآسيوية على ذخيرة واسعة من الأغذية المختمرة بشكل خاص حيث يتم استخدام الرشاشيات (بالإنجليزية: Aspergillus) وسوسة الأرز (بالإنجليزية: oryzae) وألف sojae والتي تدعى أحيانا بعفن كوجي (بالإنجليزية: koji) بطرق متعددة.
أما إنزيمات الأجبان المحلمهة (بالإنجليزية: hydrolytic enzymes) فتجعل منها ملائمة للنمو على النشا والركائز الأخرى الغنية بالكربوهيدرات. تؤدي الإنزيمات الفطرية في عملية koji نفس الوظيفة التي تؤديها إنزيمات الشعير التي تستخدم في تخمير البيرة في الثقافات الغربية. يقوم عفن الكوجي بتحرير إنزيمات الأميلاز (بالإنجليزية:amylases) التي تحطم نشا الرز والذي يمكن أن يخمَّر تباعا لإنتاج نبيذ الأرز.
يوجد للأشربة التي تصنع عن طريق تخمير الأرز تنويعات محلية وأسماء عديدة تعتمد على البلد والمنطقة. يدعى نبيذ الأرز بشاوشينغ في بعض أجزاء الصين، الساكي في اليابان والتاكي أو الياكجو في كوريا وأسماء أخرى متعددة عبر آسيـا. يعتبر عفن كوجي فعالا أيضا في تشكيلة من تخمير البقوليات والتي تعد صلصلة الميزو والصويا أشهرها على الإطلاق. الميزو هو خليط من حبوب الصويا والحبوب التي تستخدم عادة لإعطاء نكهة للشوربات، بينما صلصلة الصويا هي صلصة سائلة مالحة ولذيذة تصنع من حبوب الصويا التي تم تخميرها بواسطة عفن الكوجي والخمائر وعديد من البكتيريا التي تعيش في البيئات المالحة. هناك أسماء أخرى لصلصة الصويا مثل جيانغيو (jiangyou) (الصين) وماكجانغ (makjang) وكانجانغ (kanjang) (كوريا) وتويو (toyo) (الفلبين) و سييو (siiu) (تايلند).

### البكتيريا النافعة (البروبيوتيك)
البروبيوتيك هي كائنات حية تحوي فوائد صحية عندما يتم استهلاكها بخلاف تأثيراتها الغذائية الكامنة. هناك أدلة متزايدة على دور البروبايوتكس في الإصابات المعوية والقولون العصبي ومرض التهاب الأمعاء.
تستخدم أنواع البكتيريا اللبنية لإنتاج اللبن الرائب والجبن ومخلل الملفوف والمخللات والبيرة والنبيذ وشراب التفاح والكيمتشي والشوكولاته وغيرها من الأغذية المخمرة إضافة إلى العلف الحيواني مثل السيلاج. تم إظهار قدر كبير من الاهتمام في السنوات الأخيرة في استخدام العصيات اللبنية ككائنات بروبايوتكس واحتمالية منعها للأمراض في البشر والحيوانات.
تعتبر الـبيفيدوبكتيريا (بالإنجليزية: Bifidobacteria) بكتيريا نافعة ذات أهمية تستخدم في صناعة الغذاء لتحقيق الشعور بالارتياح ومعالجة العديد من الاضطرابات المعوية. تمارس الـبيفيدوبكتيريا مجموعة من التأثيرات الصحية المفيدة والتي تتضمن تنظيم التوازن الميكروبي المعوي ومنع الممرضات والبكتيريا الضارة التي تستعمر أو تصيب غشاء الوتر المخاطي وتحوير التفاعلات المناعية المحلية والشاملة وقمع نشاطات البروكارينجين الإنزيمية (بالإنجليزية: procarcinogenic) داخل المجتمع البكتيري (بالإنجليزية: microbiota) وإنتاج الفيتامينات والتحويل الحيوي لعدد من المركبات الغذائية إلى جزيئات نشيطة حيويا.

## البوليمرات الحيوية الميكروبية
يتم إنتاج العديد من البوليمرات الحيوية مثل عديدة التسكر (Polysaccharides) والبوليسترات (Polyesters) ومتعدد الأميد (Polyamides) بشكل طبيعي عن طريق الكائنات الدقيقة وتستخدم الكثير من البوليمرات المنتجة ميكروبيا في صناعة الغذاء.

### الزانثان
تمتلك البكتيريا النباتية المسببة للأمراض من جنس زانثوموناس القدرة على إنتاج صمغ الزانثان الإكسوبوليسكرايد (بالإنجليزية: Exopolysaccharide Xanthan Gum). يستخدم هذا الصمغ بسبب خصائصه الفيزيائية كمادة مكسبة للزوجة ومثخن ومستحلب أو مثبت في صناعة الغذاء. يتكون الكزنثان من وحدات خماسي سكريات متكررة تتألف من رواسب دي غلوكوزيد (بالإنجليزية: D-glucosyl) وحمض غلوكورونيل (بالإنجليزية: D-glucuronyl)ود-مانوزيل (بالإنجليزية:D-mannosyl) في نسبة جزيئية تساوي 2:2:1 ونسب مختلفة من رواسب أو-أسِتيل (بالإنجليزية: O-acetyl) والبيروفي(بالإنجليزية: pyruvy).

### الألجينات
تعتبر الألجينات الممثل الرئيسي لعائلة من عديد السكريد التي لا تظهر التفرع ولا الكتل المتكررة أو أنماط الوحدة وهذا ما يميزها ربما عن البوليمرات الأخرى مثل الزنثان أو الديكستران (Dextran).
يمكن استخدام الألجينات كعوامل مثخنة، وعلى الرغم من إدراجها هنا تحت تصنيف «البوليمرات الحيوية الميكروبية» فإن الألجينات التجارية يتم إنتاجها حاليا من الأعشاب البحرية فقط مثل طحلب هايبربوريان (Hyperborean) أو الطحلب الياباني.

### السيلولوز
السيلولوز هو عديد سكريات بسيط حيث يتكون فقط من نوع واحد من السكر (الجلوكوز) وترتب وحداته خطيا وتربط معا بروابط β-1,4 فقط. تعتبر آلية التركيب الحيوي معقدة نوعا ما وذلك بسبب ترتيب السلاسل جزئيا في السلولوز الأصلي كألياف غير ذائبة في الماء وعالية التنظيم. تعتبر الجينات الرئيسية المشتركة في التركيب الحيوي للسلولوز وتنظيمه معروفة في عدد من أنواع البكتيريا ولكن العديد من تفاصيل الكيمياء الحيوية لتركيبه الحيوي ما تزال غير واضحة. على الرغم من الوفرة الهائلة للسلولوز في النباتات فقد تم بحث استغلال السلولوز البكتيري لأغراض صناعية.

### حمض الغلوماتيك المتعدد
يتم إنتاج حمض الغلومايتك المتعدد (γ-PGA) بواسطة سلالات عصوية متعددة تمتلك استخدامات محتملة كمثخنة في صناعة الغذاء.

### الليفان
يعتبر الليفان عديد سكاريد متماثل يتركب من رواسب D-fructofuranosyl ترتبط بـروابط 2و6 مع تفرعات عديدة بواسطة روابط 1و2. لليفان إمكانية عظيمة كبوليمر فعال في الأغذية والأعلاف ومستحضرات التجميل والمستحضرات الصيدلانية. يمكن أن يستخدم الليفان كطعام أو كإضافات أعلاف تحتوي تأثيرات البكتيريا النافعة وخفض كوليستيرول الدم.

### إكسو عديد السكاريد
تؤلف الكائنات الدقيقة طيفا واسعا من عديد السكاريد متعدد الوظائف والذي يشمل خلايا عديدات السكاريد وعديدات السكاريد الهيكلية وعديدات السكاريد الخارج خلوية أو إكسو عديدات السكاريد (EPS). تتشكل إكسو عديدات السكاريد عامة من سكريات أحادية وبعض البدائل غير الكربوهيدرية (مثل الخلات والبيروفات والسكسينات والفوسفات). وجدت إكسو عديدات السكاريد بسبب التنوع الكبير في التركيب في تطبيقات متنوعة في صناعة الأغذية والمستحضرات الصيدلانية المختلفة.

## المُمْرِضات المنقولة بالأغذية
تعتبر المُمْرِضات المنقولة بالأغذية أسبابا رئيسية للمرض والوفاة في البلدان الأقل نموا حيث تتسبب في قتل ما يقارب 1.8 مليون شخص سنويا. في حين تعتبر هذه الأسباب مسؤولة عن ملايين حالات أمراض الجهاز الهضمي في البلدان المتطورة في كل عام فتتسبب في خسارة بلايين الدولارات تنفق على الرعاية الصحية والإنتاجية المهدرة. من المرجح أن تظهر مُمْرِضات وأمراض جديدة تنتقل بالأغذية مدفوعة بعوامل مثل تطور المُمْرِضات والتغير في ممارسات الزراعة وصناعة الغذاء والتغيرات التي تطرأ على حالة الإنسان العائل. هناك قلق متزايد حيال استخدام الإرهابيين لهذه المُمْرِضات في تلويث مصادر الماء والغذاء في محاولات لإضعاف آلاف الناس وتعطيل النمو الاقتصادي.

### الفيروسات المعويّة
تساهم الأغذية والفيروسات المنقولة بالغذاء في التسبب في عدد كبير من الأمراض عبر العالم. من هذه الفيروسات المعروفة يأتي فيروس التهاب الكبد الوبائي (أ) وفيروس الروتا (العجلي) والفيروس النجمي والفيروس الغدي المعوي وفيروس التهاب الكبد (هـ) والفيروسات الكأسية (Caliciviruses) التي تتكون من النوروفيروس وفيروسات سابورو. تنتقل هذه المجموعة المتنوعة بالطريق البرازي الشفهي (الفموي) (fecal-oral route) ويكون ذلك غالبا عن طريق ابتلاع الغذاء والماء الملوثين.

### الأوليات الطفيلية المعوية
يمكن أن تسبب الطلائعيات الأولية المترافقة مع الماء والغذاء المرض للبشر. وبرغم أن الطلائعيات غالبا ما توجد في الدول النامية، فإن الدول المتطورة قد عانت أيضا من تفشي أمراض عديدة منقولة عن طريق الغذاء. قد تتعرض الأغذية للتلوث عن دون قصد بسبب ممارسات معالجة غير ملائمة إما خلال الزراعة أو خلال مرحلة معالجة الغذاء. يمكن أن توجد الطلائعيات الأولية على مستوى العالم وقد تصيب الحيوانات البرية أو قد توجد في الماء فتتسبب في تلويث المحاصيل التي تزرع للاستهلاك البشري؛ كما ويمكن أن يكون المرض أكثر خطورة ومزمنا في الأفراد الذين يعاونون من نقص المناعة.

### السموم الفطرية
ينتج العفن السموم الفطرية والتي هي عبارة عن أيضات ثانوية (بالإنجليزية: Metabolites) تستطيع أن تسبب أمراضا حادة ومزمنة في البشر عند تناولها في الطعام الملوث. تشمل قائمة الأمراض المحتملة السرطانات والأورام التي تصيب مختلف الأعضاء (القلب والكبد والكلية والأعصاب) والاضطرابات الهضمية والتغيير في الجهاز المناعي ومشاكل في الإنجاب.
تنمو أنواع الرشاشيات والمغزلاوية والبنيسيليوم والدبوسية في السلع الزراعية أو الأغذية وتنتج السموم الفطرية مثل الأفلاتوكسين ومادة ديوكسي نيفالينول (بالإنجليزية: Deoxynivalenol) والأوكراتوكسين وقلويدات الشقران (بالإنجليزية: Ergot Alkaloids) والفيومونيزين وسم T-2 و الزيرالينون (بالإنجليزية: Zearalenone) وسموم فطرية طفيفة أخرى مثل حمض سايكلوبيازونيك (بالإنجليزية: Cyclopiazonic) والباتيولين. تنتج السموم الفطرية بشكل رئيسي في الحبوب (الشعير والذرة الصفراء والجاودر والحنطة) والقهوة ومنتجات الألبان والفواكه والمكسرات والبهارات. ركزت السيطرة على السموم الفطرية في الأغذية على تقليل إنتاج السموم الفطرية في الحقل خلال التخزين أو تدمير السموم بمجرد ظهورها. مراقبة الأغذية بغرض ملاحظة السموم الفطرية أمر مهم لإدارة الاستراتيجيات مثل اللوائح والتوجيهات والتي تتبعها 77 دولة ولتطوير التقييمات الضرورية لتمثيل مدى دقة الخطر.
لا يزال الافلاتوكسين يعتبر كأهم السموم الفطرية، ويتم توليفه بواسطة بضعة أنواع من الرشاشيات فقط حيث يعتبر فطر A. flavus وفطر A.parasiticus أكثرها إشكالا. يتأثر التعبير عن الأمراض المتعلقة بالافلاتوكسين بعدة عوامل مثل السن والتغذية والجنس والأنواع واحتمالية التعرض المتزامن للسموم الفطرية الأخرى. يعتبر الكبد العضو الهدف الرئيسي في الثدييات ولذا فإن تسمم أفلاتوكسيني هو بالأساس مرض كبدي. أما العوامل التي ترفع احتمالية هذا التسمم في البشر فتشمل توفرا محدودا للغذاء والظروف البيئية التي تحبذ نمو العفن على المواد الغذائية ونقص أنظمة التنظيم لمراقبة الافلاتوكسين والسيطرة عليه.

### يرسينا القولون
تشمل يرسينا القولون المُمرِضات والسلالات البيئية الموجودة في كل مكان في البرية وفي النظم الإيكولوجية للمياه العذبة. أظهرت الشواهد من التفشي الكبير لليرسينات ومن الدراسات الوبائية لحالات متفرقة أن يرسينا القولون هو مُمرِض ينتقل بالغذاء.
غالبا ما يشار إلى لحم الخنزير بأصابع الاتهام كمصدر للعدوى، حيث يعتبر الخنزير الحيوان الوحيد الذي يستهلكه الإنسان ويوفر مأوى لمُمرِضات يرسينات القولون. توجد خاصية مهمة للبكتيريا وهي قدرتها على التضاعف في درجات حرارة تقترب من الصفر السيليزي وبالتالي في الأطعمة المثلجة. تظهر مُمرِضات serovars (بشكل رئيسي: O:3 وO:5 و27 وO:8 وO:9) توزيعا جغرافيا متفاوتا. على أي حال، ظهور سلالات من serovars O:3 و O:9 في أوروبا واليابان في عام 1970 وفي أمريكا الشمالية عند نهاية الثمانينات وهو مثال على الوباء العالمي. هناك احتمالية خطر ممكن لالتهاب المفاصل التفاعلي الذي يتبع العدوى الناتجة عن يرسينا القولون.

### الضَمّة
إن أنواع الضمة سائدة في بيئات المصبات والبحرية ويوجد منها سبعة أنواع تسبب العدوى المنقولة بالغذاء المترافقة بالطعام البحري. ضمة الكوليرا O1 و O139 تنتج سم الكوليرا وهي عوامل للكوليرا. برغم ذلك فالعدوى التي تنتقل عن الطريق البرازي الشفهي في البيئة الأرضية مسؤولة عن وباء الكوليرا. سلالات ضمة الكوليرا غير O1/O139 قد تسبب التهاب المعدة والأمعاء عن طريق إنتاج السموم المعروفة أو آليات غير معروفة.
سلالات ضمات نظيرة حالّة الدم قادرة على إنتاج حالات دموية حرارية مباشرة (TDH) أو ما يسمى بحالة دموية متصلة بالـ TDH وهي السبب الأكثر أهمية في التهاب المعدة والأمعاء المترافق مع استهلاك المأكولات البحرية.
أما فيبريو فولنيفيكوس (بالإنجليزية: Vibrio Vulnificus) فهي مسؤولة عن تسمم الدم الابتدائي المنقول عن طريق المأكولات البحرية وتعتمد العدوى الخاصة بها بشكل رئيسي على عوامل الخطر في العائل. تحوي فيبريو فولنيفيكوس أعلى معدل وفيات (50%) بين مسببات الأمراض المنقولة عن طريق الغذاء جميعها. هناك أربعة أنواع أخرى (Vibrio mimicus وVibrio hollisae وVibrio fluvialis وVibrio furnissii) يمكن أن تسبب التهاب المعدة والأمعاء. بعض سلالات هذه الأنواع تنتج سموما معروفة ولكن آلية عمل مسبب المرض ما زالت غير مفهومة إلى حد كبير. تعتبر إيكولوجيا وطرق اكتشاف والسيطرة على كل ضمات الممرضات التي تنتقل بواسطة المأكولات البحرية متشابهة بشكل أساسي.

### المكورات العنقودية الذهبية
المكورات العنقودية الذهبية هي سبب شائع للأمراض المنقولة بالغذاء والتي تسببها البكتيريا عبر العالم. تشمل الأعراض القيء والإسهال والتي تحصل بعد ابتلاع الطعام الملوث بالمكورات بوقت قصير.تنتج الأعراض من ابتلاع المعوي ما قبل المشكل والذي يحتسب لفترة حضانة قصيرة. العنقوديات المعوية هي عناصر جينية تابعة للمكورات العنقودية مما يعني أن ليست جميع سلالات هذا الكائن منتجة للمعويات. توجد الجينات المعوية في الطلِيْعة العاثِية والبلازميدات والجزر المرضية في سلالات المكورات المختلفة. التعبير عن الجينات المعوية غالبا ما يكون تحت سيطرة أنظمة تنظيم الجين الفوعي العالمية.

### العطيفة
تعتبر العطيفة وجرثومة C. jejuni (العطفية الصائمية) بشكل أساسي واحد من أهم مسببات التهاب المعدة والأمعاء البكتيري في الولايات المتحدة والعالم.عدوى العطيفة هي مرض منقول بالغذاء أساسا ويحدث دون مضاعفات عادة، برغم ذلك فعقابيل خطيرة مثل متلازمة غيلان-باريه تحدث في مجموعة صغيرة من المرضى المصابين. تم تحقيقي اكتشاف العطفية الصائمة في العينات السريرية بسهولة عن طريق الزراعة أو بدونها.

### اللستيريا
الليستريا المستوحدة هي مُمرٍض بكتيري منقول بالأغذية موجبة الجرام وهي العامل المسبب لـداء الليستريات في الإنسان. تكتسب الليستريا في الأساس عن طريق استهلاك الأطعمة الملوثة وتتضمن الأجبان الطرية والحليب الخام وسلطات ديلي والأطعمة الجاهزة للأكل مثل اللانشون والفرانكفورتر.
برغم أن عدوى الليسترية المستوحدة عادة ما تقتصر على الأفراد الذين يعانون من نقص المناعة، فإن معدل وفيات الأطفال المرتفع المرتبط بداء الليستريات في الإنسان يجعل الليسترية المستوحدة السبب الرئيسي للوفيات بين مسببات الأمراض البكتيرية التي تنتقل عن طريق الغذاء. نتيجة لذلك، بذل جهد كبير لتطوير طرق لعزل وكشف والتحكم بالليسترية المستوحدة في الأطعمة.

### السالمونيلا
تستمر أنماط السالمونيلا المصلية في تشكيل تهديد بارز لسلامة الطعام عبر العالم، عادة ما تصيب الحيوانات الإنسان بالعدوى التي تنتقل عبر استهلاك منتجات الطعام غير المطهوة جيدا والمشتقة من الماشية والطيور المحلية. شهد النصف الثاني من القرن العشرين ظهور أنماط سالمونيلا مصلية التي أصبحت ملازمة لمصادر الغذاء الجديدة (مثال: بيض الدجاج) وظهور أنماط السالمونيلا المصلية المقاومة لمضادات حيوية عديدة.

### الشيغيللا
إن أنواع الشيغيللا هي أعضاء في عائلة الأمعائيات وهي سالبة الغرام وذات عصيات غير متحركة. تتواجد أربع مجموعات فرعية بناء على تركيب مستضد O والخصائص الكيميائية الحيوية وهي الشيغيللا الزحارية (مجموعة فرعية أ) وشيغيللا فلكسنيري (مجموعة فرعية ب) وشيغيللا بويدياي (S.boydii) (مجموعة فرعية ج) وشيغيللا سوني (S.sonnei) (مجموعة فرعية د). تشمل الأعراض إسهالا متوسطا إلى شديدا مع وجود الدم أو بدونه والحمى والزحير وألم في البطن. قد تسبب مضاعفات المرض الاختلاجات وتوسع القولون السام والتهاب المفاصل التفاعلي ومتلازمة التحلل الدموي البولي. ينتقل مسبب المرض عادة بالطريق البرازي الشفهي عبر الماء والغذاء. وتتراوح الجرعات المعدية من 1-10 كائنات. تمتلك الشيغيللا آلية ممرض متطورة لغزو الخلايا الطلائية القولونية في العائل والإنسان والقرود العليا كما لها القدرة على التضاعف داخل الخلية والانتشار من خلية إلى أخرى تجاورها بواسطة بلمرة الأكتين. تعتبر الشيغيللا واحدة من أهم مسببات المرض البكتيرية المنقولة عن طريق الغذاء ويمكن أن تنتشر بسرعة في الكثافة السكانية.

### الإشريكيا القولونية
تتوافر معلومات عن الإشريكية القولونية أكثر من أي كائن حي آخر، مما يجعلها أكثر نوع تمت دراسته بشكل وافٍ في عالم الميكروبات.
لسنوات عدة، اعتبرت الإشريكية معايشة لمناطق الإنسان والحيوان المعوية مع إمكانية فوعة منخفضة. ومن المعروف الآن أن العديد من السلالات الخاصة بـهـا تعمل كممرضات تنتج أمراضا معوية خطيرة وقد تتسبب في حدوث الوفاة بين البشر. توجد ستة أنواع رئيسية من سلالات الإشريكية القولونية التي تسبب أمراضا معويّة في البشر وتتضمن:(1)بكتيريا القولون البرازية النزفية (Enterohemorrhagic E. Coli)، والتي تسبب التهاب القولون النزفي والمتلازمة اليوريمية الانحلالية.(2) بكتيريا السمية المعوية (Enterotoxigenic E. coli)، والتي تنتج مرض إسهال المسافرين. (3)بكتيريا ممرضة للأمعاء (Enteropathogenic E. coli)، والتي تتسبب في الإسهال الدائم للأطفال الذين يعيشون في الدول النامية. (4) إشريكية قولونية متكدسة في الأمعاء (Enteroaggregative E. coli) والتي تثير الإسهال في الأطفال. (5)	الإشريكية الغازية للأمعاء (Enteroinvasive E. coli)، والمرتبطة جينيا وعن طريق الكيمياء الحيوية بأنواع الشيغيللا وتتسبب في الإسهال. (6)الإشريكية التابعة بشكل مستفيض، والتي تسبب الإسهال ويمكن تمييزها بنوع مميز من الالتصاق بخلايا الثدييات.

### المِطَثِّيَّةُ الوشيقية والمِطَثِّيَّةُ الحاطمة
تنتج كلوستريديوم بوتيولينوم (البكتيريا المِطَثِّيَّةُ الوشيقية) سم نسيج عصبي (Neurotoxins) قويا للغاية والذي يتسبب في أمراض الشلل العصبي الشديدة والتسمم الوشيقي. يتسبب الذيفان المعوي الذي تنتجه المِطَثِّيَّةُ الحاطِمَة خلال تبوغ الخلايا النباتية في أمعاء العائل في إسهال شديد ومنهك وألم في البطن. تزايدت في السنوات الأخيرة مبيعات المثلجات والأغذية المعالجة لتتحمل مدة أطول من الزمن مثل الأغذية المصنوعة بطريقة سو-ڤي (Sous-Vide). وجبات الطعام الباردة الجاهزة للاستخدام والطعام المبرد الجاهز للطبخ. شخصت البكتريا اللاهوائية المكونة للجراثيم كمسبب المرض البكتيري الرئيسي المقلق في هذه الأطعمة. تصاعدت زيادة الوعي بمصدر الغذاء المقصود الذي يعبث بسم النسيج العصبي الوشيقي (Botulinum Neurotoxin) فيما يتعلق بالجينات التي تشفر السموم والقادرة على التحويل إلى كلوستريدا غير مفرزة للسموم.

### العصوية الشمعية
تشمل مجموعة العصوية الشمعية ستة عناصر: الجمرة الخبيثة وعصيات باسيلس سيريوس والعصية الفطرية وB. pseudomycoides والعَصَوِيَّةُ التُّورَنْجِيَّة (B. thuringiensis) و B. weihenstephanensis. ويجب أن توضع هذه الأنواع المتقاربة ضمن نوع واحد باستثناء الجمرة الخبيثة التي تمتلك بلازميدات فوعية كبيرة محددة. تعيش عصيات باسيلس سيريوس بشكل طبيعي في التربة وغالبا ما تكون معزولة عن أغذية متنوعة والتي تشمل الخضروات ومنتجات الألبان واللحوم.
تسبب العصيات أمراض القيء أو الإسهال التي بدأت تصبح أكثر أهمية في العالم الصناعي وقد يختبر بعض المرضى المرضين معا. النوع الذي يسبب مرض الإسهال هو أكثر انتشارا في نصف الكرة الغربي بينما النوع الذي يسبب القيء أكثر انتشارا في اليابان. تشمل الحلويات وأطباق اللحوم ومنتجات الألبان هي معظم الأغذية المترافقة لداء الإسهال بينما يعتبر الأرز والمعكرونة هي أهم وسائط النقل الشائعة لداء القيء.
تم عزل السم المقيء (Cereulide) وتمييزه فهو عبارة عن حلقة صغيرة من الببتيد المؤلف من غير الرايبوسمي بتشكيل ببتيدي. تم التعرف على 3 أنواع من سموم العصوية الشمعية المعوية تتسبب في تفشي الأمراض المنقولة بالغذاء. اثنتان منها تتكون من ثلاثة مكونات بروتينية وهي متصلة ببعضها البعض بينما الأخيرة هي بروتين مكون من عنصر واحد (CytK). سجلت حالات وفاة ناتجة عن كل من السلالات التي تنتج السموم المعوية والسلالات التي تنتج CytK فقط. بعض مجموعة سلالات العصوية الشمعية قادرة على النمو في درجات حرارة باردة جدا. هذه المتغيرات تثير القلق بخصوص سلامة الأغذية المطهية والمجمدة التي تبقى محفوظة لفترة طويلة. تلتصق بويغات العصوية الشمعية بأسطح عديدة وتعيش عبر إجراءات الغسيل العادي والتطهير (ما عدا الهيبوكلوريت و UVC). قليلا ما يتم الإعلان عن مسبب المرض من نوع العصوية الشمعية بسبب أعراضه المتوسطة نسبيا والتي تستمر لفترة قصيرة.

## صحة الغذاء
من المهم توفر القدرة على اكتشاف الكائنات الحية المجهرية في الغذاء، سواء أكان ذلك في كائنات محددة تسبب انتقال الأمراض أو في كائنات أخرى معدلة جينيا. يعتبر الوقت الحقيقي لتفاعل سلسلة البلمرة أداة تحليلية مقبولة في صناعة الغذاء ويتمثل دوره الرئيسي في كونه أحد آليات مساعدة السلطة التشريعية والمصنعين المهمين وتجار التجزئة لتأكيد صلاحية الغذاء. إن دوره الأكثر وضوحا هو اكتشاف الكائنات المعدلة جينيا ولكن مقياس PCR يساهم بشكل ملحوظ في مجالات أخرى من صناعة الغذاء تشمل سلامة الغذاء.

## وصلات خارجية
- معهد تقنيي الأغذية شعبة علم الأحياء الدقيقة للأغذية
- قاموس مصطلحات ميكروبيولوجيا الغذاء
- جامعة ولاية بنسلفانيا، الميكروبيولوجيا الغذائية، الولايات المتحدة الأمريكية
- علم الأحياء الدقيقة
- أوصاف الممرضات الشائعة